# Altenfurt
Altenfurt ist ein Gemeindeteil der kreisfreien Stadt Nürnberg (Statistischer Bezirk 38 Altenfurt, Moorenbrunn). Altenfurt liegt in der Gemarkung Fischbach.

## Lage
Altenfurt bildet mit Moorenbrunn im Süden eine geschlossene Siedlung. Diese liegt inmitten des Lorenzer Reichswaldes.

## Geschichte

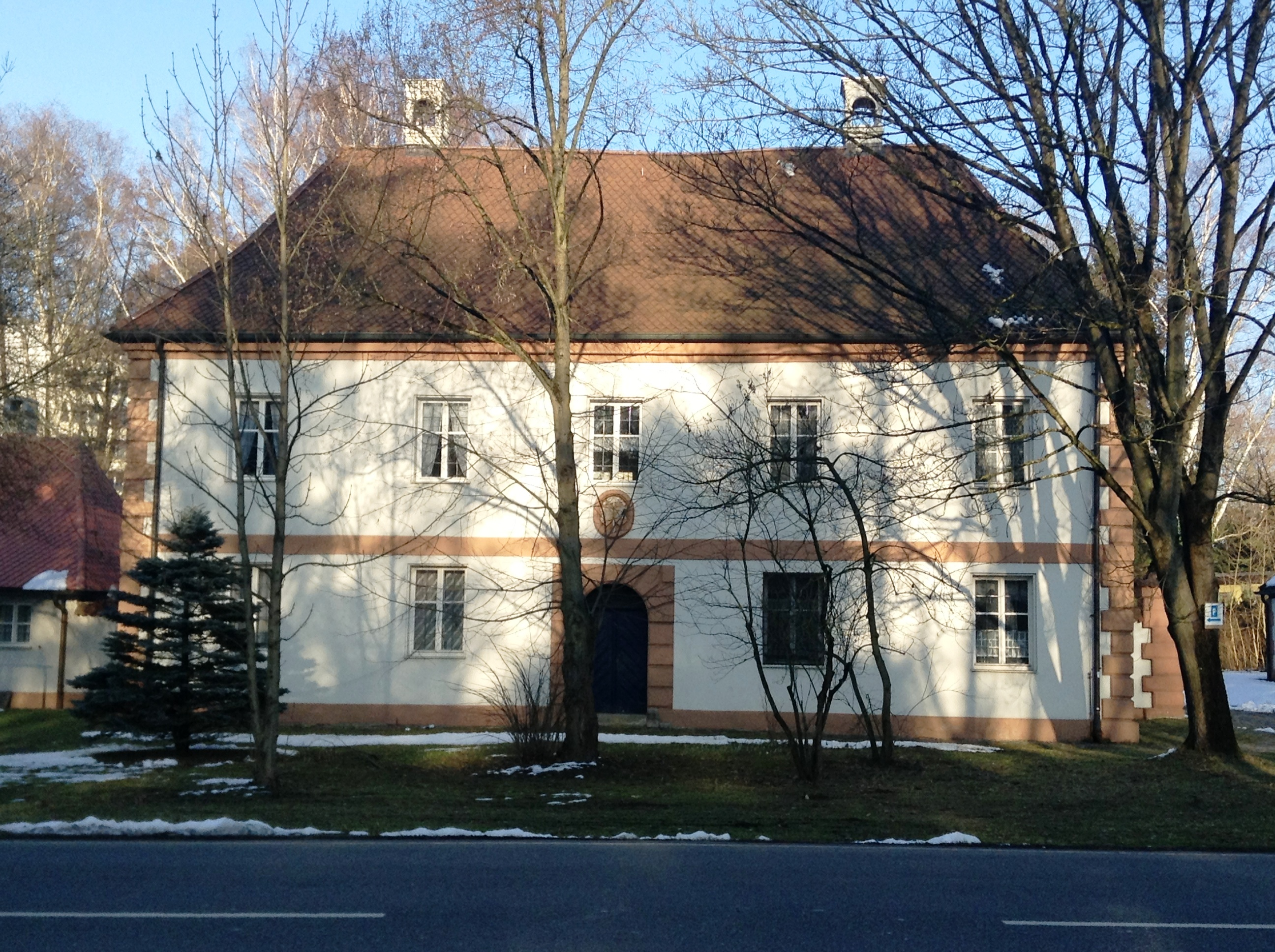
Herrensitz (Januar 2013)

Altenfurt lag an einem ehemaligen Heer- und Handelsweg über Feucht und Neumarkt nach Regensburg. Im 12. Jahrhundert führte ein mit Bohlen gesicherter Abschnitt, eine Furt, durch das hochwassergefährdete Gebiet des Lorenzer Reichswalds. Dort ist erstmals 1225 eine Rundkapelle belegt, die „ecclesia in Altenfurte“. Neben ihr befanden sich die Klause eines Eremiten, ein Bauernhof und ein Forsthaus, der Sitz einer der 14 Forsthuben des südlichen Walds.
Gegen Ende des 18. Jahrhunderts bestand Altenfurt aus drei Anwesen. Das Hochgericht übte die Reichsstadt Nürnberg aus, was vom brandenburg-ansbachischen Oberamt Burgthann bestritten wurde. Die Dorf- und Gemeindeherrschaft hatte das Waldamt Laurenzi. Grundherren waren das Waldamt Laurenzi und Landesalmosenamt (1 Forsthaus, 1 Chausseehaus, 1 Kapelle) und der Nürnberger Eigenherr von Scheurl (1 Wirtshaus). Es gab keine Untertansfamilien.
Von 1797 bis 1808 unterstand Altenfurt dem Justiz- und Kammeramt Burgthann. 1806 kam der Ort an das Königreich Bayern. Im Rahmen des Gemeindeedikts wurde Altenfurt dem 1808 gebildeten Steuerdistrikt Fischbach und der 1818 gebildeten Ruralgemeinde Fischbach zugeordnet.
1939 befand sich wegen des Überfalls auf Polen in Altenfurt ein Internierungslager der Wehrmacht für männliche Zivilisten mit polnischen Wurzeln.
Am 1. Juli 1972 wurden Altenfurt im Rahmen der Gebietsreform in Bayern in die Stadt Nürnberg eingegliedert.

### Einwohnerentwicklung
| Jahr      | 1818   | 1840   | 1861   | 1871   | 1885   | 1900   | 1925   | 1950   | 1961   | 1970   | 1987  |
| Einwohner | 29     | 33     | 38     | 60     | 44     | 56     | 304    | 2580   | 3870   | 5821   | 5112  |
| Häuser    | 7      | 5      |        |        | 9      | 11     | 51     | 294    | 555    |        | 1174  |
| Quelle    | [ 12 ] | [ 13 ] | [ 14 ] | [ 15 ] | [ 16 ] | [ 17 ] | [ 18 ] | [ 19 ] | [ 20 ] | [ 21 ] | [ 1 ] |

## Religion
Altenfurt ist seit der Reformation evangelisch-lutherisch geprägt und war ursprünglich nach St. Jakob (Feucht) gepfarrt. Heute gibt es im Ort eine evangelische Pfarrei (Christuskirche) und eine katholische Pfarrei (St. Sebald).

## Baudenkmäler

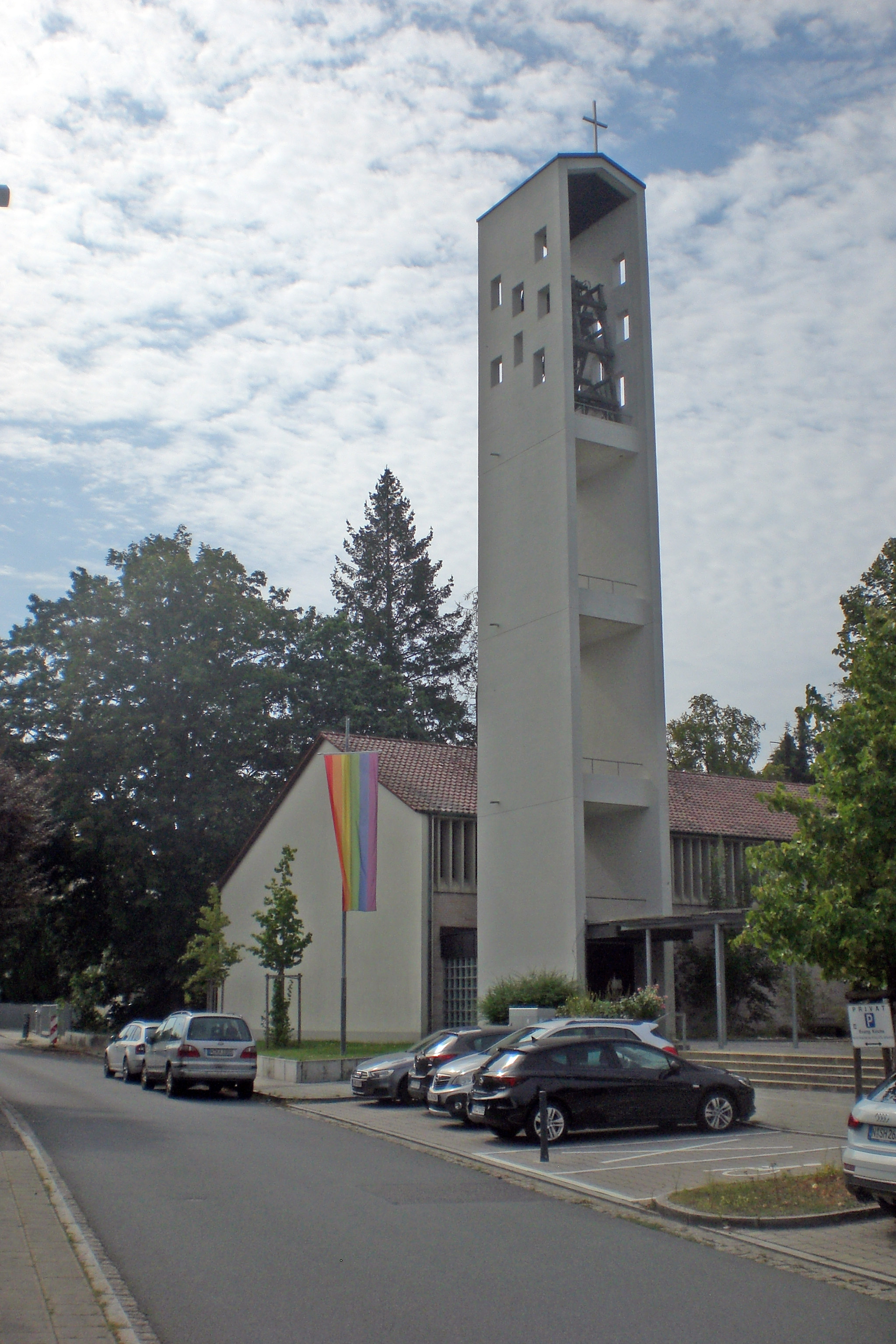
Christuskirche (2024)

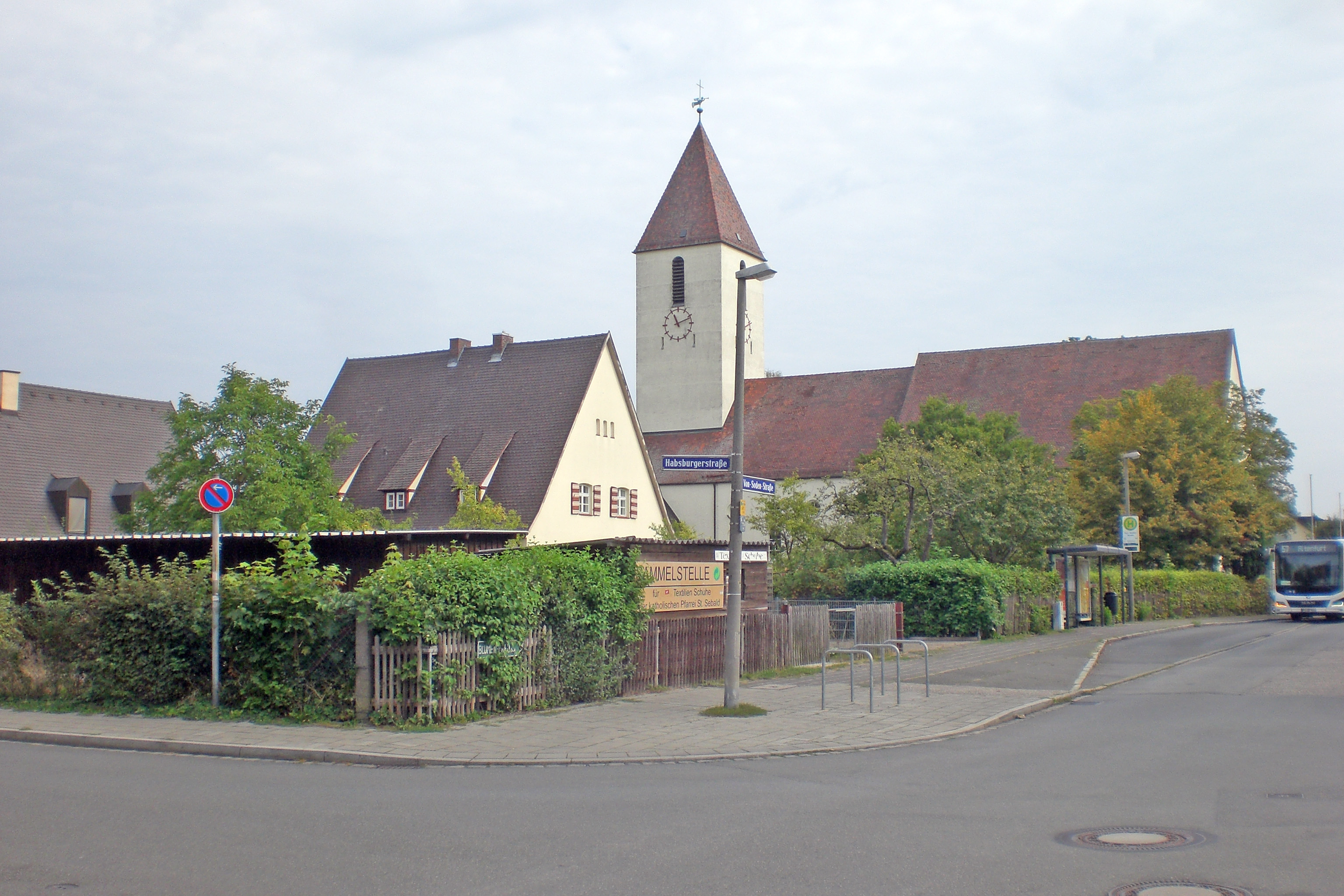
St. Sebald (2024)

In Altenfurt gibt es sieben Baudenkmäler:
- Historisch bedeutsam ist die romanische Rundkapelle am Leonhard-Übler-Platz. Sie ist Johannes dem Täufer und Katharina von Alexandrien geweiht. Der Kernbau mit einem Durchmesser von ca. 5,60 Metern entstand wohl um die Mitte des 12. Jahrhunderts und wurde im 13. Jahrhundert (erste Hälfte oder doch erst um 1260/70?) mit einer dreiviertelrunden Apsis erweitert. An der Außenseite verläuft ein Fries mit verschiedenen Ornamenten. Der ursprüngliche Eingang lag auf der Nordseite, heute befindet er sich im Westen. Ab 1264 gehörte die Altenfurter Rundkapelle zum Egidienkloster Nürnberg. Nach der Reformation wurde die Kapelle profaniert und zeitweise als Stall oder Lagerkeller verwendet. Seit 1816 befand sie sich im Besitz der Familie von Scheurl. Die Schäden aus dem Zweiten Weltkrieg konnten schon 1947/48 beseitigt werden. Den abgebrannten Dachstuhl der Rundkapelle ließ Eberhardt von Scheurl noch während des Krieges im ursprünglichen romanischen Baustil wiederherstellen. In der Kuppel wurden 1950 Reste figürlicher Fresken aus dem 13. Jahrhundert aufgedeckt. Die katholische Kirchengemeinde St. Sebald kaufte 1950 die Kapelle und das umliegende Grundstück. Am 11. Mai 1952 wurde die Rundkapelle wieder geweiht.[24]
- Der ehemalige Scheurl’sche Herrensitz, auch bekannt als Schlösschen, liegt gegenüber der Rundkapelle an der Oelser Straße. Ab der Mitte des 15. Jahrhunderts befand sich dort eine Unterkunft für Pilger, die der Abt des Egidienklosters 1490 zu einem Herrenhaus ausbauen ließ. Im Zuge der Reformation gelangte das Anwesen in weltlichen Besitz. Seine heutige Baugestalt erhielt der Herrensitz im 17. Jahrhundert. Über dem Eingang des Herrenhauses ist noch das Wappen der Patrizierfamilien Haller und Nützel mit der Jahreszahl 1691 zu sehen. Aus dem Familienarchiv der Familie Nützel im Stadtarchiv Nürnberg geht hervor, dass das Schlösschen nach dem Tod von Johann Joachim Nützel im Mai 1747 im Erbgang auf die Haller von Hallerstein überging. Wesentlich geprägt wurde der Bau offenbar durch die Modernisierung unter Johann Georg Haller in den Jahren 1753/54. Sie brachte vermutlich auch die repräsentativen Stuckierungen mit Stilelementen des Rokoko im Saal und in einigen Zimmern hervor. Nach dem Tod von Georg Christian Haller übernahm 1788 dessen Schwiegersohn Jakob Christian Wilhelm Scheurl, der 1785 die Tochter Maria Helena Haller geheiratet hatte, den Herrensitz, der fortan im Besitz der Freiherren Scheurl von Defersdorf blieb. 1950 erwarb die katholische Kirchengemeinde St. Sebald auch das Schlösschen. Renovierungen 1953 und 1962/63 gingen mit dem barocken Bestand unsensibel um.[25]
- Oelser Straße 4: Kleinhaus
- Oelser Straße 9: Forsthaus mit Scheune, Ökonomiegebäude und Backhaus
- Von-Soden-Straße 26: Katholische Pfarrkirche St. Sebald
- Von-Soden-Straße 28: Katholisches Pfarrhaus
- Wasserausgleichsturm Hoher Bühl

## Verkehr
Seit 1896 existiert der Bahnhof Fischbach (bei Nürnberg), der im heutigen Stadtteil Altenfurt liegt. Der erste öffentliche Omnibus fuhr 1950 zwischen den Haltestellen Löwenberger Straße und Dutzendteich. Sechs Buslinien der VAG halten in Altenfurt.
Bis 1992 lag der Fischbacher Bahnhof an der Bahnstrecke Nürnberg–Regensburg. Seit ihrer Eröffnung 1992 wird der Bahnhof Fischbach von der S-Bahn-Linie S2 angefahren. An der 89 Kilometer langen Schnellfahrstrecke Nürnberg–Ingolstadt befindet sich in Fischbach ein elektronisches Stellwerk (ESTW).
Die Buslinien 56 (Langwasser Mitte – Klinikum Süd–Flachsröste) und 57 (Langwasser Mitte – Moorenbrunn – Fischbach Bahnhof) verbinden den Stadtteil mit Langwasser Mitte. Mit ihnen kann man in maximal 15 Minuten das Franken-Einkaufszentrum, die U-Bahn-Linie U1 und andere Buslinien erreichen. Mit den Linien 59 (Langwasser Süd – Birnthon) und 54 (Langwasser Süd – Brunn) gelangt man von der Haltestelle Löwenberger Straße innerhalb von 8 Minuten zur U-Bahn. Die Linie 96 wurde für die Schüler des Neuen Gymnasiums und des Martin-Behaim-Gymnasiums eingerichtet. Dieser Bus fährt Birnthon, Fischbach, Altenfurt, Moorenbrunn und die Wohngebiete in Langwasser an. Nachtschwärmer können am Wochenende die Nachtbuslinie N4 (NightLiner) nutzen.
Altenfurt ist nicht nur gut an den öffentlichen Nahverkehr angeschlossen, sondern zeichnet sich auch durch eine gute Anbindung an das allgemeine Verkehrsnetz aus. Die Autobahnanschlussstellen Nürnberg-Fischbach (Bundesautobahn 9) und Nürnberg-Langwasser (Bundesautobahn 6) liegen in unmittelbarer Nähe Altenfurts und stellen eine schnelle Verbindung zum Autobahnnetz dar. Die Regensburger Straße (Bundesstraße 4) führt direkt in die Innenstadt Nürnbergs. Über die Liegnitzer Straße erreicht man Langwasser und die Münchner Straße. In Richtung Süden führt die Staatsstraße 2401 (Oelser Straße) über Feucht nach Neumarkt und Regensburg.